# Gina Farmer
Gina Farmer (12 de dezembro de 1974) é uma basquetebolista neozelandesa.

## Carreira
Gina Farmer integrou a Seleção Neozelandesa de Basquetebol Feminino em Atenas 2004, terminando na oitava posição.